# Robot Entertainment
Robot Entertainment est une entreprise de développement de jeu vidéo, créée par des anciens membres de Ensemble Studios, studio fermé par Microsoft. D'autres membres ont fondé Bonfire Studios. Robot Entertainment fut responsable de mettre à jour Halo Wars jusqu'au 28 février 2010 lorsque Microsoft Game Studios a repris le contrôle sur les serveurs et les mises à jour. En Janvier 2011, Microsoft Game Studios a aussi repris le contrôle des serveurs d'Age of Empires III.

## Histoire
En juillet 2010, l'entreprise annonce travailler sur deux jeux. Le premier étant un jeu de stratégie en temps réel proche de la série Age of Empires.
L'entrepris annonce officiellement ce jeu le 17 août 2010, sous le nom de Age of Empires Online. Le jeu comprend un nouveau style de graphismes de type cartoon tout en conservant le même gameplay que les Age of Empires. Le 24 février 2011, Gas Powered Games indique prendre la tête du développement de Age of Empires Online. Le président de Robot Entertainment, Patrick Hudson indique que c'était prévu dès le départ.
Le même jour, Robot annonce son second jeu, Orcs Must Die!, un jeu de type tower defense. En complément du développement, l'entreprise prend aussi en charge la publication du jeu.

## Jeux développés
| Titre                    | Genre                          | Sortie Date |
| ------------------------ | ------------------------------ | ----------- |
| Age of Empires Online    | Jeu de stratégie en temps réel | 2011        |
| Orcs Must Die!           | Tower defense                  | 2011        |
| Hero Academy,            | Jeu pour mobile                | 2012        |
| Orcs Must Die! 2         | Tower defense                  | 2012        |
| Orcs Must Die! Unchained | Tower defense multijoueur      | 2015        |
| Orcs Must Die! 3         | Tower defense                  | 2020        |